# 588
588 (DLXXXVIII) var ett skottår som började en torsdag i den julianska kalendern.

## Händelser

### Okänt datum
- Guaram blir prins av Iberien.
- Æthelric blir första kungen av Northumbria, efter att kungadömet bildats från unionen av de två angliska stammarna från Bernicia och Deira.
- Det första persisk-turkiska kriget utkämpas.
- Shivadeva bestiger tronen av Lichchhavidynastin i Nepal.
- Ett stort meteoritnedslag dödar 10 människor ute på landsbygden i Kina.
- Langobarderna konverterar till kristendom.
- Klostret Skellig Michael bildas på en brant klippö utanför Irlands kust.

## Födda
- Sankt Eligius (förmodat datum)
- Yu Zhining

## Avlidna
- 1 maj — Marcouf, kristet helgon
- Aella av Deira
- Sankt Aed Macbricc
- Kejsar Li Ezi